# Марк Випсаний Агриппа
Марк Випса́ний Агри́ппа (лат. Marcus Vipsanius Agrippa; 63 до н. э. — 12 до н. э.) — римский государственный деятель и полководец, друг, сподвижник и зять императора Октавиана Августа, вместе с ним последний консул республики, перед преобразованием её в империю.
Агриппа играл немалую роль в военных успехах Октавиана Августа, не обладавшего военными способностями: в 36 до н. э. он победил Секста Помпея в морской битве, в 31 до н. э. победой над Антонием и Клеопатрой в битве при мысе Акций утвердил единовластие Октавиана. Покровительствовал искусствам, построил Пантеон.

## Биография
Агриппа родился в богатой провинциальной семье и принадлежал к всадническому сословию. Детство провёл в Далмации, ещё во времена Иллирийского царства знаменитой своими пиратами, откуда и вынес свою способность флотоводца. Воспитывался в Риме. Агриппа был ровесником Октавиана Августа, и ещё с детства они были близкими друзьями. 
Октавиан, Агриппа и Меценат стали близкими друзьями вдали от Рима. Агриппа быстро снискал популярность в македонских легионах, его выдающиеся полководческие способности были замечены командирами. Там же он изучал архитектуру — науку, которая ему впоследствии пригодилась. В Аполлонии Агриппа узнал об убийстве Цезаря в 44 году до н. э. По совету Агриппы и Мецената Октавиан немедленно отправился в Рим.

### Времена второго триумвирата
Вернувшись в Рим, Октавиан и его друзья осознали необходимость поддержки легионов. Агриппа вернулся в Грецию, где принял командование македонскими легионами (и, что наиболее важно, IV легионом), и направил их на Рим, который не хотел назначать Октавиана консулом. Заручившись поддержкой легионов и заняв Рим, Октавиан заключил договор с Марком Антонием и Лепидом для того, чтобы отомстить убийцам Цезаря и разделить власть. Так был основан Второй триумвират. В ходе двух боёв при Филиппах (42 год до н. э.), когда войскам Октавиана и Антония удалось разбить Брута и Кассия, Агриппа был главным легатом в армии Октавиана.

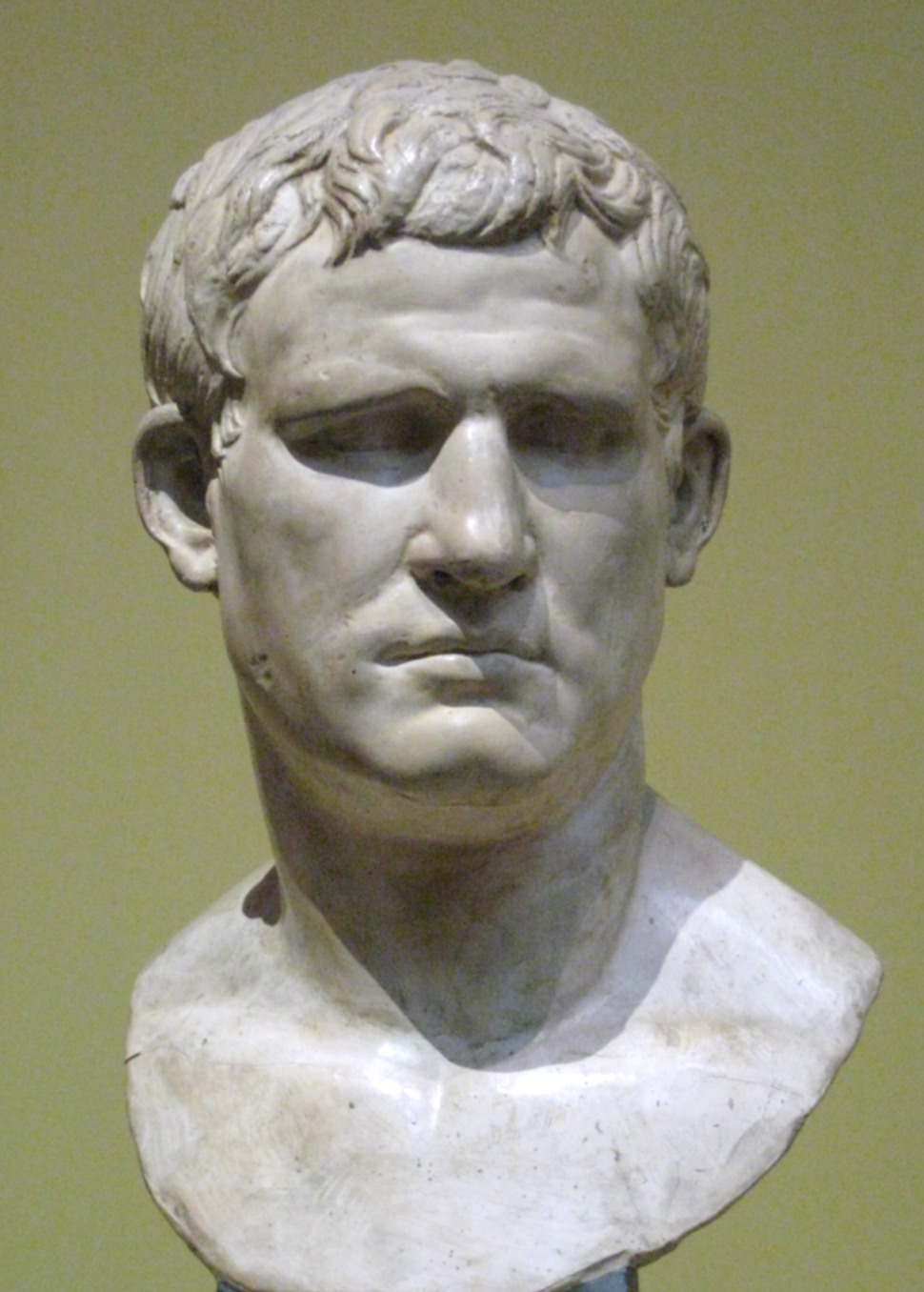
Бюст Агриппы, музей Изобразительных искусств им. А. С. Пушкина, Москва

В 41 году до н. э. жена Марка Антония Фульвия и его брат Луций подняли восстание и на время захватили власть в Риме. Агриппа сумел подавить бунт, осадил крепость Перузию (Перуджа), где укрылись Фульвия и Луций, и вынудил их сдаться год спустя. Октавиан отпустил пленных жену и брата Антония и сумел с ним договориться о разделе провинций. В 38 до н. э. Агриппа подавил восстания в Аквитании и Галлии, а также форсировал Рейн для того, чтобы наказать за набеги германские племена. Вернувшись в Рим, он отказался от обещанного ему триумфа, но согласился на своё первое консульство в 37 году до н. э.
Одновременно с этим назревала война с Секстом Помпеем, который после убийства Цезаря был назначен командующим римским флотом, а после падения республики в 42 до н. э. увёл флот к Сицилии, где основал пиратское государство, присоединив к нему Корсику, Сардинию и Пелопоннес. Вскоре флот Помпея начал угрожать Риму, блокировав пути подвоза продовольствия в Италию. Триумвирам не удалось договориться с Помпеем, Октавиан дважды пытался самостоятельно освободить Сицилию от Помпея, но потерпел неудачу: его флот был разбит в 37 году до н. э. во время битвы при Мессане и ещё раз — год спустя. Тогда Октавиан поручил Агриппе создать флот и уничтожить пиратов.
В первую очередь Агриппа позаботился о том, чтобы создать безопасную гавань для кораблей нового флота. Для этого он приказал соединить Лукринское озеро с морем, а также построить канал между Лукринским и Авернийским озёрами. Так была создана внутренняя и внешняя гавань и начато активное строительство флота. В это же время Агриппа женился на Помпонии Цецилии Аттике — дочери Тита Помпония Аттика, который был другом Цицерона.

Агриппа сумел построить большой флот, состоявший из квинквирем — судов с пятью рядами вёсел, хорошо защищённых высокими бортами и вооружённых метательными машинами. Именно такой тип кораблей мог эффективно противостоять лёгким судам, которые составляли флот Помпея. Подготовив корабельные команды, Агриппа решился выйти в море и нанёс поражение пиратам Секста Помпея при Милах и Навлохе (Спадафора) в 36 году до н. э. Против 420 римских сражалось всего 180 кораблей Помпея, из которых смогли уйти лишь 17. Сам Помпей сумел скрыться на базе своего флота — Мессане. Благодаря этой победе Октавиан в союзе с Лепидом смог высадиться на Сицилии и разбить армию Помпея. Сам Помпей бежал в Малую Азию, где был убит одним из легатов Антония. За победу над флотом Помпея Агриппа был награждён морской короной (лат. corona navalis), в которой его обычно изображают на монетах. 

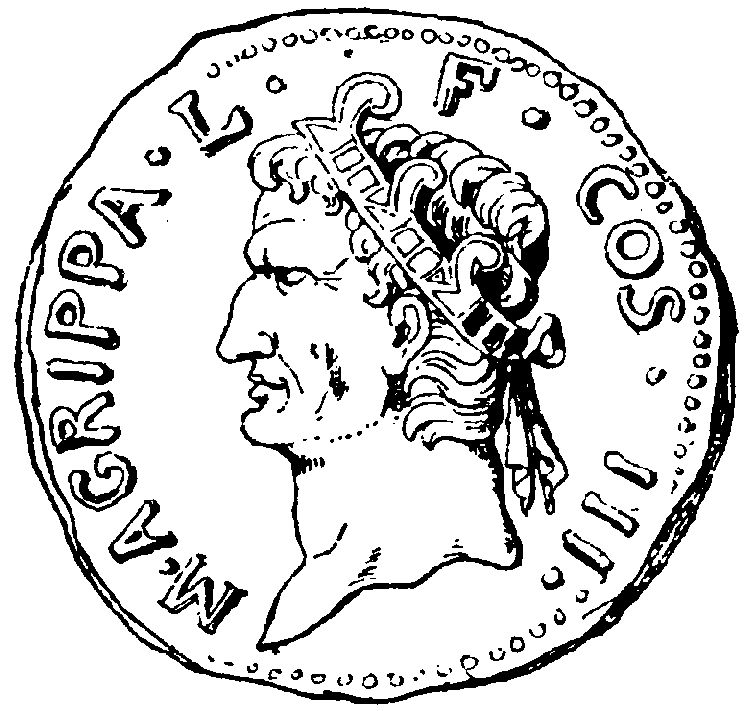
Монета с профилем Агриппы в морской короне

### Борьба с Марком Антонием
В 33 году до н. э. Агриппа был избран эдилом, и занимался активной строительной деятельностью в Риме. Однако начавшаяся война с Антонием вынудила Агриппу вернуться к военным занятиям. Антоний и Клеопатра собрали армию из 100 тысяч воинов пехоты, 12 тысяч конницы и 370 судов и направились с ней в Италию, но были вынуждены надолго задержаться в Греции. Агриппа собрал флот, захватил остров Левкаду, а также города Патрас и Коринф, тем самым лишив армию Антония и Клеопатры снабжения и блокировав её. После того как сухопутная армия Октавиана прибыла в Грецию, положение Антония ещё более ухудшилось, и он сначала был вынужден отступить с армией к мысу Акций в Эпире, а затем, по совету Клеопатры, начал готовить отступление в Эллинистический Египет, где его ждали крупные силы в виде одиннадцати легионов.
2 сентября 31 до н. э. Антоний и Клеопатра снарядили 170 судов, поместили на них 22 тысячи лучших солдат и решили прорываться через блокаду, организованную Агриппой. Флот Антония состоял из тяжёлых и неповоротливых трирем, в то время как свой флот Агриппа решил организовать совсем иначе, чем во времена борьбы с Секстом Помпеем: он состоял в основном из лёгких и быстроходных кораблей — либурнов, которыми обычно пользовались пираты. Агриппа оснастил корабли дополнительной поясной бронёй против таранов, а также метательным оружием и гарпагом — собственным изобретением — специальным серпоносным брусом, который мог разрушить оснастку корабля или, при зацеплении за борт, даже перевернуть его.
Неповоротливые корабли Антония не могли сопротивляться быстроходным кораблям Агриппы. Большая часть флота Антония была потоплена или сдалась, а сам Антоний и Клеопатра на лёгких кораблях сумели прорваться к Египту. Узнав об их бегстве, военачальники Антония решили сложить оружие. Войска Октавиана захватили Грецию, потом Сирию и Египет. В осаждённой Александрии Антоний покончил жизнь самоубийством, и перед Октавианом открылась дорога к единовластию.

### Агриппа и Август

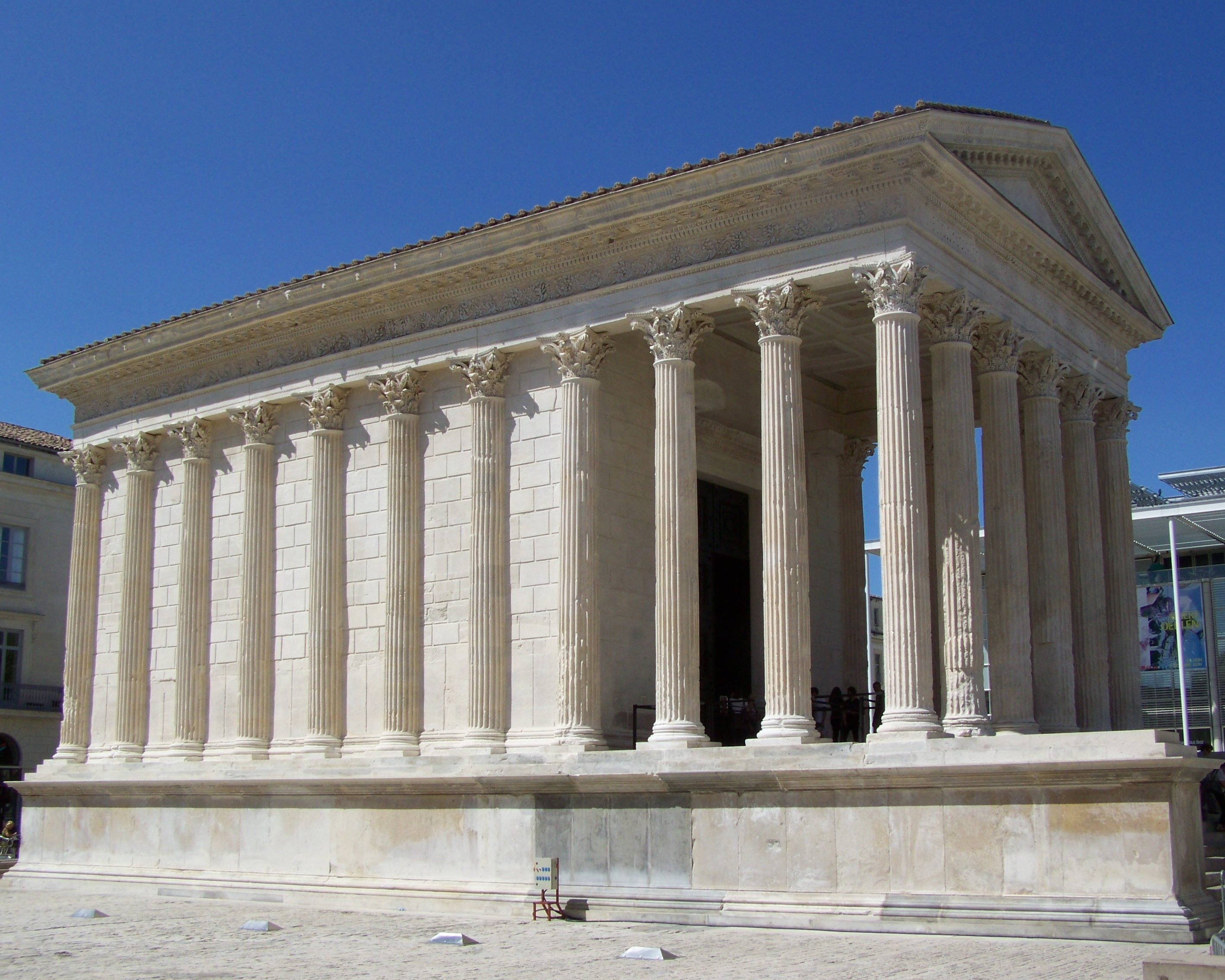
Мезон Карре в Ниме: построен Агриппой, освящён его сыновьями Гаем и Луцием.

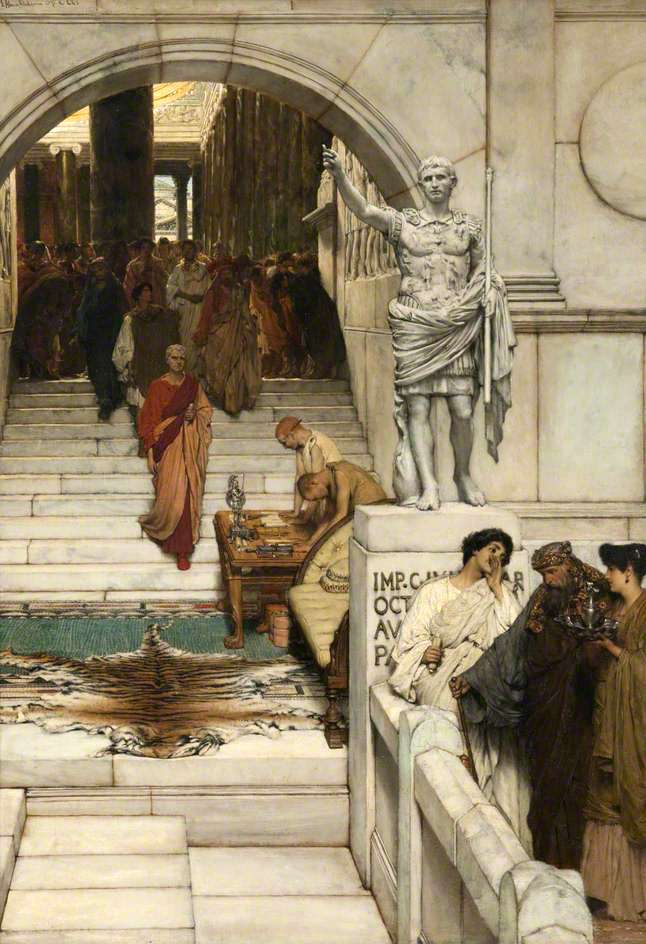
Аудиенция у Агриппы. Картина Лоуренса Альма-Тадемы (1877)

В 29 г. до н. э. Октавиан вернулся в Италию после победы над парфянами, в Риме ему был устроен трёхдневный триумф. Агриппа за победу при мысе Акций получил голубой вексиллум — знак исключительного отличия. В 28 году до н. э. Агриппа во второй раз становится консулом и вместе с Октавианом проводит перепись населения. В 27 г. до н. э. Агриппа получает третий консульский срок. В том же году сенат присвоил Октавиану титул «Август», который Октавиан принял, вопреки совету Агриппы. Полководец рекомендовал своему другу не уничтожать республиканские порядки и говорил, что «Равноправие хорошо звучит на словах и является в высшей степени справедливым на деле» (Дион Кассий. 52, 3). Тем не менее, Агриппа, вместе с Гаем Меценатом, сыграл важную роль в установлении системы принципата, которая продержалась в Римской империи вплоть до Кризиса Третьего века и рождения системы домината.
Став единовластным императором, Октавиан Август женит Агриппу на своей племяннице Клавдии Марцелле Старшей (судьба его первой жены неизвестна) и делает его своим наследником. Однажды, во время приступа болезни, Август даже передал Агриппе свой перстень с печатью. Несколько лет после окончания своего консульского срока Агриппа проводит в Галлии, где реформирует провинциальную систему управления и налогообложения, а также строит дороги и акведуки (напр., Пон-дю-Гар).
Однако из-за интриг третьей жены Октавиана Августа — Ливии, которая боялась влияния Агриппы на императора, между друзьями начался разлад. Август назвал преемником своего племянника Марцелла, а Агриппу сослал в почётную ссылку — губернатором в Сирию. Агриппа уехал из Рима на остров Лесбос, откуда правил провинцией через легата.
В 21 г. до н. э. Марцелл умирает, и Август, чувствуя, что не может справиться в одиночку с государственными делами, вызывает Агриппу сначала в Сицилию, а потом в Рим. Считается, что именно по совету Мецената, Октавиан Август решил усыновить Агриппу, а также заставил его развестись с Клавдией и жениться на дочери Августа, вдове Марцелла — Юлии, известной своей красотой, способностями, а также распутством. В 19 г. до н. э. Агриппа подавляет восстание племён в Испании (Кантабрийская война) и наводит порядок в Галлии. В 18 г. до н. э. Август назначает его трибуном, а также своим коллегой и соправителем, в следующем году они вместе организовывают праздник возрождения Рима.
В 17 г. до н. э. Агриппа во второй раз был назначен губернатором Сирии. За два года его бережливое и рассудительное правление снискало популярность среди провинциалов, особенно среди еврейского населения. Также Агриппа сумел восстановить римский контроль над Херсонесом Таврическим.
В 14 году до н. э. Агриппа возвратился в Рим, получил продление власти трибуна ещё на пять лет, а также получил из рук Августа верховную власть во всех провинциях государства. В 13 году Агриппа отправился завоёвывать земли в районе Дуная (будущая провинция Паннония), однако там тяжело заболел, вернулся в Италию, и умер в Кампании в начале марта 12 года до н.э. в возрасте 51 года. Октавиан Август назначил пышные похороны в его честь, и сам целый месяц носил траур. Прах Агриппы был погребён в павильоне Августа.

## Дети Агриппы
- От первой жены, Помпонии Цецилии Аттики: дочь Випсания Агриппина — первая жена императора Тиберия.
- От второй жены, Клавдии Марцеллы Старшей: дочь Випсания Марцелла — жена Публия Квинтилия Вара.
- От третьей жены, Юлии Старшей: сыновья Гай Юлий Цезарь Випсаниан, Луций Юлий Цезарь Випсаниан и Марк Випсаний Агриппа Постум, а также дочери: Агриппина Старшая (жена Германика) и Юлия Младшая.

После смерти Агриппы, Август Октавиан заботился о его детях и сам следил за их воспитанием. Август усыновил двух его старших сыновей: Луция и Гая. Считается, что он не стал усыновлять Агриппу Постума (родившегося после смерти отца), потому что хотел, чтобы младший сын его покойного друга продолжил фамильное древо Агриппы.

## Архитектурное и научное наследие

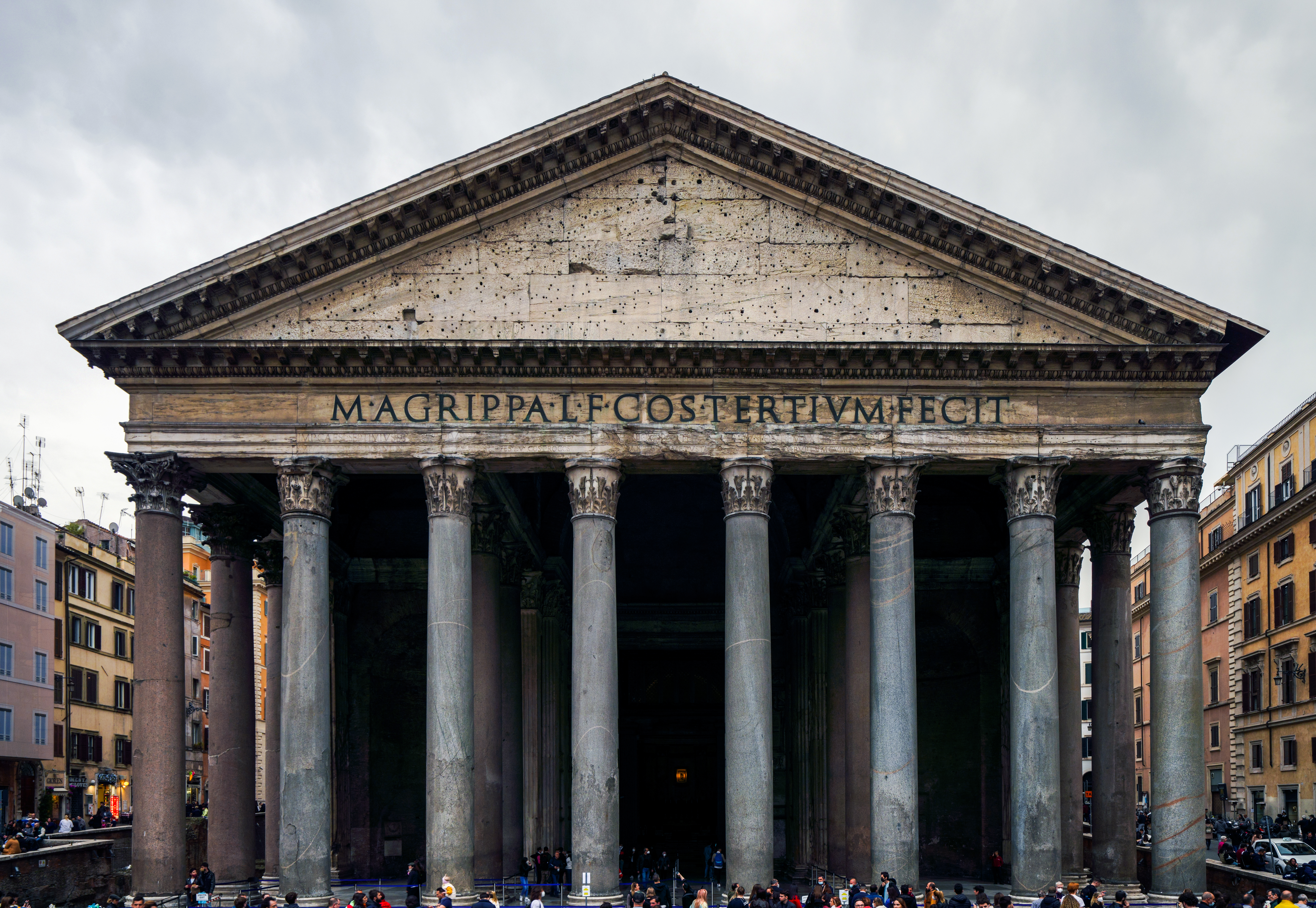
Пантеон в Риме был построен императором Адрианом на месте старого пантеона, возведённого Агриппой. На его фасаде, тем не менее, высечена легенда: M•AGRIPPA•L•F•COS•TERTIVM•FECIT, что означает: Марк Агриппа, сын Луция, построил во время третьего консульства

Агриппа ответствен не только за военные победы Августа Октавиана, но и за то, что в его правление Рим был украшен многими архитектурными сооружениями. В 33 г. до н. э., занимая должность эдила, Агриппа занимался реставрацией и строительством акведуков, расширением и чисткой городской канализации (Большой Клоаки), строительством бань и портиков, а также обустройством садов. Также Агриппа покровительствовал публичным выставкам предметов искусства.
В память о битве при мысе Акций, Агриппа выстроил здание Римского Пантеона, которое сгорело в 80 г. н. э. Первоначально Пантеон имел обычную для римских храмов четырёхугольную форму и был ориентирован в другую сторону, нежели сегодня. На месте сгоревшего храма императором Адрианом был возведён новый Пантеон, существующий до сих пор. По традиции на фасаде нового здания была восстановлена дарственная надпись Агриппы, хотя Пантеон Агриппы не был похож на новое здание. Во многом благодаря строительной деятельности Марка Агриппы Октавиан Август мог похвастать: «Я принял Рим кирпичным, а оставляю — мраморным».
Агриппа также известен как географ. Им была воплощена мечта Цезаря о проведении всеобщей переписи населения во владениях Рима. Он составил по греческим источникам и на основании работ римских землемеров общую карту Римского государства, которая была по приказу Августа высечена во мраморе. Копия этой карты была выставлена на портике имени Агриппы в Риме, построенным его сестрой Поллой. Эта карта с сопровождающими её описаниями легла в основу «Истории природы» Плиния Старшего и, возможно, труда Страбона. Также имеются упоминания об автобиографии Агриппы, ныне утраченной.